# Премія «Оскар» за видатні заслуги в кінематографі
Премія «Оскар» за видатні заслуги у кінематографі (англ. Academy Honorary Award), раніше Спеціальна нагорода (англ. Special Award) заснована 1948 року на 21-й церемонії вручення нагород Кіноакадемії, призначається на розсуд Ради керівників Американської академії кінематографічних мистецтв і наук, щоб відзначити досягнення в кінематографі, які не підпадають під дію премій, що вже існують.

## Володарі премії

### 2016
- Джекі Чан[1]